# Гого
Вагого (вагого (множина від гого), чігого, кігого) — народ Танзанії, басейну річки Кізіго. На середину XX століття чисельність становила 300 тис. чоловік, за півстоліття зросла до 1 440 000 осіб у 2006 році.

## Мова
Розмовляють мовою угого, східна група мов банту. Першою друкованою книгою мовою гого була Біблія в 1962 році (латиниця). Діалекти: н'ямба (західні гого), н'ягого (центральні гого), тумба (східні гого). Лексичний склад на 50 % подібний до хехе та сангу, на 48 % на кімбу.

## Вірування
Більшість вагого зберігають традиційні вірування, частина сповідує християнство англіканського толку.

## Зайнятість
В районах позбавлених мухи цеце, напівкочовики розводять велику рогату худобу, вівці, кіз. Частина вагого займається землеробством: сорго, кукурудза, маніок. Більшість чоловіків батракує на заробітках на плантаціях сезалю, копальнях та в портах.